# HP-UX
HP-UX — пропрієтарна версія операційної системи UNIX фірми Hewlett-Packard (HP). Працює на архітектурах PA-RISC, Intel Itanium та Apollo/Domain. Ранні версії також працювали на процесорах HP 9000 Series 200, 300, та 400, заснованих на сімействі процесорів Motorola 68000 та HP 9000 Series 500 власної архітектури HP FOCUS.
У HP-UX вперше була представлена система списків контролю доступу для контролю доступу до файлів замість традиційної системи дозволів UNIX. HP-UX була серед перших UNIX-систем із вбудованим менеджером логічних дисків.

## Масштабованість системи
HP-UX 11i v3 може підтримувати таку конфігурацію до:
- 128 ядер процесорів
- 2 TB основної пам'яті
- 32 TB максимальний розмір файлової системи
- 16 TB максимальний розмір файлу
- 100 million ZB storage

## Версії
- 1.0 (1983)
- 5.0 (1985)
- 6.0 (1989)
- 7.x (1990)
- 8.x (січень 1991)
- 9.x (1992-1995)
- 10.0 (1995)
- 11.11 (2000) — також відома як 11i. В цій версії HP-UX представлена концепція операційних оточень. Це групи застосунків одного типу, наприклад: критичні, корпоративні, інтернет, технічні. Також була включена підтримка гігабітного Ethernet, NFS через TCP/IP, динамічно зміняючі параметри ядра і захищені стеки.
- 11.23 (2003)
- 11iv3 (11.31) (2007) — із основних доданих можливостей: підтримка балансування дисків в ядрі (без SecurePath), заміна і додавання на льоту RAM, CPU, I/O карт, он-лайн накладування патчів за допомогою Dynamic Root Disk. За заявами HP продуктивність збільшена у порівнянні з HP-UX 11iv2 на 30 %. Застосунки, що написані для попередніх версій 11i працюють в 11iv3 без перекомпіляції.

### Російською мовою
- HP-UX, каталог посилань Open Directory Project
- Unixpin.com: советы, примеры, решения. Раздел посвящённый HP-UX [Архівовано 24 червня 2009 у Wayback Machine.]

### Англійською мовою
- Hewlett-Packard HP-UX[недоступне посилання]
- Центр архіву і портування HP-UX [Архівовано 15 липня 2006 у Wayback Machine.]
- Архів розсилки comp.sys.hp.hpux з Google Groups [Архівовано 23 липня 2008 у Wayback Machine.]
- HP-UX FAQ [Архівовано 24 вересня 2006 у Wayback Machine.]
- Безпека HP-UX
- Porting And Archive Centre for HP-UX. Пакети вільного ПЗ під HP-UX [Архівовано 15 квітня 2009 у Wayback Machine.]